# Тарасов, Николай Георгиевич
Николай Георгиевич Тарасов (?—?) — русский архитектор, городской архитектор Ялты в 1900—1912 годах, автор проекта Дворца эмира Бухарского.

## Биография
Обстоятельства рождения и смерти неизвестны; сообщается только, что родился он в Кронштадте в семье инженера-строителя.
Тарасов Николай Георгиевич, как и два его брата: Александр и Василий — получил образование в Петербургском институте инженеров путей сообщения, окончив его в 1878 году по специализации «строительство железнодорожных сооружений».
Позже они организовали в Ялте совместную фамильную фирму, имевшую представительство в Санкт-Петербурге. Тарасовы преимущественно занимались строительством железнодорожных сооружений, но периодически выполняли заказы на проектирование и возведение частных вилл и дач.

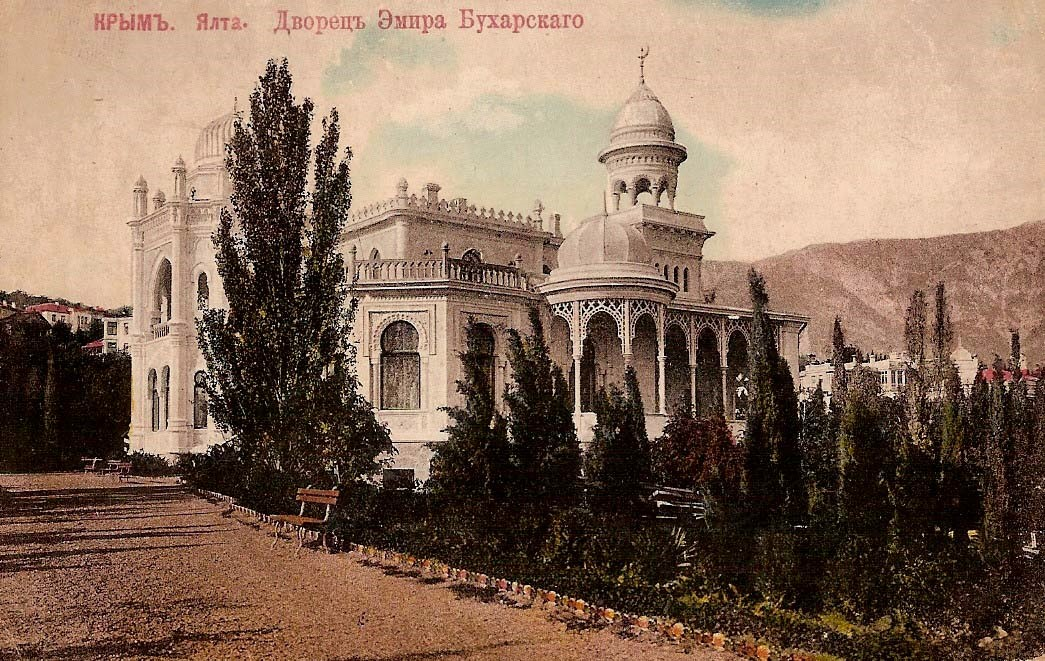
Дворец Эмира Бухарского

С 1900 по 1912 годы Н. Г. Тарасов находился на должности городского архитектора Ялты.
Здания в Крыму, построенные по проекту архитектора Тарасова:
- Городской театр (1897 год, Ялта — сгорел в начале XX века).
- Дача Кичкине (1912 год, Гаспра).
- Дворец эмира Бухарского (1907—1911 годы, Ялта).
- Бывший жилой дом Г. Е. Овчинникова (1903 год)[2].  Объект культурного наследия народов РФ регионального значения. Рег. № 911711021950005 (ЕГРОКН)
- Особняк Ф. Ф. Мельцера (1901 год)[2].